# Vermipardus barracloughi
Vermipardus barracloughi är en tvåvingeart som beskrevs av Elisabeth K. Stuckenberg 1997. Vermipardus barracloughi ingår i släktet Vermipardus och familjen Vermileonidae. Inga underarter finns listade i Catalogue of Life.